# Нитрат лютеция
Нитрат лютеция — неорганическое соединение, соль лютеция и азотной кислоты с формулой Lu(NO3)3,
бесцветные кристаллы, растворяется в воде, образует кристаллогидраты.

## Получение
- Кристаллогидраты получают растворением оксида лютеция в азотной кислоте:

{\displaystyle {\mathsf {Lu_{2}O_{3}+6HNO_{3}\ {\xrightarrow {90^{o}C}}\ 2Lu(NO_{3})_{3}+3H_{2}O}}}
- Для получения безводного нитрата добавляют диоксид азота, растворённый в этилацетате, к порошкообразному металлу:

{\displaystyle {\mathsf {Lu+3N_{2}O_{4}\ {\xrightarrow {77^{o}C}}\ Lu(NO_{3})_{3}+3NO}}}

## Физические свойства
Нитрат лютеция образует бесцветные кристаллы
Растворяется в воде и этаноле.
Образует кристаллогидраты состава Lu(NO3)3•n H2O, где n = 3, 4, 5 и 6.

## Химические свойства
- С фторидом аммония образует гексафторолютенат аммония:

{\displaystyle {\mathsf {Lu(NO_{3})_{3}+6NH_{4}F\ \xrightarrow {} \ (NH_{4})_{3}[LuF_{6}]\downarrow +3NH_{4}NO_{3}}}}